# Vườn quốc gia Sundown
Vườn quốc gia Sundown là một vườn quốc gia ở Queensland, Úc, 198 km về phía tây nam Brisbane. Vườn quốc gia có một số hẻm núi ngoạn mục và một số đỉnh núi cao trên 1.000 m.
Nó là nguồn gốc của sông Severn (Queensland), đó là điểm khởi đầu của sông Darling. Sông Severn (Queensland) là một con sông riêng biệt với sông cùng tên ở bang New South Wales. Sông đã cắt giảm một hẻm núi dài 10 km qua đá cứng. Một số các phụ lưu của sông Severn có khắc những hẻm núi và có chứa các thác nước.
Khu vực này có một lịch sử địa chất phức tạp. Trước khi trở thành một khu vườn quốc gia, đất ở đây được dùng để khai thác molybdenite, asen, wolfram, đồng, vàng và thiếc. Các mỏ bị bỏ hoang và các vùng đất chịu tác động bị ô nhiễm, do đó việc đến các địa điểm này bị hạn chế. Hóa thạch sinh vật biển có vỏ có thể được tìm thấy trên đỉnh núi Donaldson cao 1.038 m so với mực nước biển.